# Kruis van Verdienste van de Nederlandse Bond van Vrijwillige Burgerwachten
Het Kruis van Verdienste van de Nederlandse Bond van Vrijwillige Burgerwachten werd in 1924 door het bestuur van de Nederlandse Bond van Vrijwillige Burgerwachten ingesteld voor "buitengewone verdiensten of uitstekende diensten aan de Burgerwachten in Nederland".
In de Eerste Wereldoorlog probeerde de Nederlandse regering met behulp van een gemobiliseerd leger, een uit reservisten bestaande Landweer, de landstorm en vrijwillige burgerwachten de orde te handhaven.
De overheid was karig met onderscheidingen; er was een Mobilisatiekruis 1914-1918 dat zes jaar na de oorlog was ingesteld maar veel vrijwilligers en dienstplichtigen gingen met lege handen, en revers, naar huis.Particulieren zoals de hiervoor genoemde bond vulden de lacune met onderscheidingen als
- Het Herinneringsmedaille Fort Honswijk 1914-1915
- Het Kruis voor oud-gedemobiliseerden 1914-1918 van de Amsterdamse Vrijwillige Burgerwacht
- Het Witte Mobilisatiekruis 1914-1918
- Het Mobilisatiekruis 1914-1918 van het Nationaal Comité Herdenking Mobilisatie 1914-1918

en de op deze pagina beschreven onderscheiding.
Deze zes onderscheidingen mochten niet door militairen worden gedragen.
Het Kruis van Verdienste van de Nederlandse Bond van Vrijwillige Burgerwachten
De decoratie is een vijfarmig kruis met een breedte van 37 millimeter. Op de armen van het zilveren kruis is de afkorting "N B V B W" geplaatst. In het midden van het kruis is een rond schild afgebeeld waarop een klimmende leeuw met zwaard en pijlenbundel, als in het rijkswapen, is afgebeeld. Het kruis heeft een voor Nederlandse begrippen bijzondere verhoging gekregen. De bond die deze decoratie verleende ontbeerde het predicaat "Koninklijk" en gebruikte daarom geen koninklijke beugelkroon. In plaats daarvan is er een zilveren Romeinse stedenkroon of muurkroon gekozen waar het kruis met twee kettinkjes aan hangt. De kroon is aan het lint bevestigd met een gesp. Deze gesp is aan de achterzijde van de kroon geplaatst en de kroon bedekt de onderzijde van het lint.
Het lint is 37 millimeter breed en verdeeld in vijf gelijke banen witte, lichtblauwe, witte, lichtblauwe en witte zijde.
Er zijn geen rozetten, gespen, sterren of kronen om op het lint te dragen.
Er werd in 1924 ook een Medaille voor Bijzondere Toewijding van de Nederlandse Bond van Vrijwillige Burgerwachten voor iets minder hoog aangeslagen verdienste en "verdienstelijke daden" ingesteld.